# Hirohito Furui
Hirohito Furui (古井弘人 Furui Hirohito?,  7 de febrero, 1967) es un tecladista, arreglista y músico japonés.
También es conocido como el líder de la banda japonesa GARNET CROW, donde también tiene el rol de tecladista para la banda.

## Arreglos
Para los que Furui ha creado música.
- Rina Aiuchi
- Amusement Parks
- Sayuri Iwata
- Azumi Uehara
- Keiko Utoku
- Aya Kamiki
- Aiko Kitahara
- Mai Kuraki
- GRASS ARCADE
- Miho Komatsu
- ZARD
- Saegusa Yuka IN db
- the★tambourines
- Ai Takaoka
- Shiori Takei
- DEEN
- Fayray
- Miki Matsuhashi
- MANISH
- Rumania Montevideo
- WAG